# 팡칭
팡칭(중국어 간체자: 庞清, 정체자: 龐清, 병음: Páng Qīng, 1979년 12월 24일~)은 중화인민공화국의 여자 피겨스케이팅 선수이다. 퉁젠과 함께 짝을 지어 페어로 활동하고 있다.
헤이룽장성 하얼빈 출신이다. 어릴때부터 스케이트를 탔으며, 처음에 싱글로 활동하다 1993년부터 통지안과 짝을 지어 활동하고 있다. 주니어 시절에는 큰 두각을 나타내지 못했으나, 1990년대 후반부터 선쉐와 자오훙보의 뒤를 이어 중국 대표로 활동했다. 1999년 사대륙 선수권 5위, 세계 선수권 14위에 올랐다. 2002년 사대륙 선수권에서 우승했으며, 동계 올림픽에서 9위, 세계 선수권에서 5위에 올랐다. 2006년 동계 올림픽에서 4위에 올랐으며, 세계 선수권에서 우승하였다. 2008년 그랑프리 파이널에서 우승했다. 2009년 그랑프리 파이널에서는 복귀한 선쉐와 자오훙보에 이어 2위에 올랐고, 2010년 동계 올림픽에서도 선쉐와 자오훙보에 이어 은메달을 획득했다. 이들은 특히 2010년 동계 올림픽 프리 스케이팅에서 세계 기록을 세웠다. 2010년 세계 피겨 스케이팅 선수권 대회에서 두 번째로 금메달을 차지했다.